# فرودگاه لولئو
فرودگاه لولئو (به انگلیسی: Luleå Airport) یک فرودگاه نظامی و همگانی مسافربری با کد یاتا LLA است که یک باند فرود آسفالت دارد و طول باند آن ۳۳۵۰ متر است. این فرودگاه در شهر لولئو کشور سوئد قرار دارد و در ارتفاع ۲۰ متری از سطح دریا واقع شده است.